# Sonny Criss Plays Cole Porter
| Recensione | Giudizio |
| ---------- | -------- |
| AllMusic   | [ 1 ]    |

Sonny Criss Plays Cole Porter è il terzo album discografico del sassofonista jazz statunitense Sonny Criss, pubblicato dall'etichetta discografica Imperial Records nel novembre del 1956.

## Tracce
Brani composti da Cole Porter
Lato A
1. I Love You – 4:11 – Registrato il 21 (o) 26 agosto 1956 a Los Angeles (California)
2. Anything Goes – 3:10 – Registrato il 21 (o) 26 agosto 1956 a Los Angeles (California)
3. Easy to Love – 3:14 – Registrato il 3 ottobre 1956 a Los Angeles (California)
4. It's Alright with Me – 3:08 – Registrato il 3 ottobre 1956 a Los Angeles (California)
5. In the Still of the Night – 4:17 – Registrato il 3 ottobre 1956 a Los Angeles (California)

Lato B
Brani composti da Cole Porter.
1. Love for Sale – 2:44 – Registrato il 21 (o) 26 agosto 1956 a Los Angeles (California)
2. Night and Day – 4:41 – Registrato il 21 (o) 26 agosto 1956 a Los Angeles (California)
3. Just One of Those Things – 2:46 – Registrato il 21 (o) 26 agosto 1956 a Los Angeles (California)
4. What Is This Thing Called Love? – 5:41 – Registrato il 21 (o) 26 agosto 1956 a Los Angeles (California)
5. I Get a Kick Out of You – 2:46 – Registrato il 21 (o) 26 agosto 1956 a Los Angeles (California)

## Musicisti
I Love You / Anything Goes / Love for Sale / Night and Day / Just One of Those Things / What Is This Thing Called Love? / I Get a Kick Out of You
- Sonny Criss - sassofono alto
- Sonny Clark - pianoforte
- Larry Bunker - vibrafono
- Buddy Woodsun - contrabbasso
- Lawrence Marable - batteria

Easy to Love / It's Alright with Me / In the Still of the Night
- Sonny Criss - sassofono alto
- Jimmy Bunn - pianoforte
- Larry Bunker - vibrafono
- Teddy Smith - contrabbasso
- Lawrence Marable - batteria[5]

I Love You / Easy to Love / It's Alright with Me / In the Still of the Night
- Registrato il 3 ottobre 1956 al Radio Recorders di Hollywood (California)
- Sonny Criss - sassofono alto
- Sonny Clark - pianoforte
- Larry Bunker - vibrafono
- Buddy Clark - contrabbasso
- Lawrence Marable - batteria

Anything Goes / Love for Sale / Night and Day / Just One of Those Things / What Is This Thing Called Love? / I Get a Kick Out of You
- Registrato il 26 agosto 1956 al Radio Recorders di Hollywood (California)
- Sonny Criss - sassofono alto
- Sonny Clark - pianoforte
- Larry Bunker - vibrafono
- Buddy Clark - contrabbasso
- Lawrence Marable - batteria[6]